# Kleinlosnitz
Kleinlosnitz ist ein Gemeindeteil des Marktes Zell im Fichtelgebirge im Landkreis Hof (Oberfranken, Bayern). Die Gemarkung Kleinlosnitz hat eine Fläche von 7,624 km². Sie ist in 724 Flurstücke aufgeteilt, die eine durchschnittliche Fläche von 10529,79 m² haben. In ihr liegen neben dem namensgebenden Ort die Gemeindeteile Erbsbühl, Großlosnitz, Lösten und Schnackenhof.

## Geografie
Der Weiler liegt am Löstenbach, einem linken Zufluss des Haidbachs. Nordwestlich des Ortes erhebt sich der Kleinlosnitzberg (603 m ü. NHN). Eine Gemeindeverbindungsstraße führt nach Großlosnitz zur Kreisstraße HO 19  (1 km östlich) bzw. zur Kreisstraße HO 44 (0,8 km nordwestlich).  Der Quellenweg des Fichtelgebirgsvereins führt durch den Ort.

## Geschichte
Der Ort wurde 1317 erstmals urkundlich erwähnt.
Gegen Ende des 18. Jahrhunderts bestand Kleinlosnitz aus 6 Anwesen (5 Halbhöfe, 1 Mühle) und einem Gemeindehirtenhaus. Die Hochgerichtsbarkeit stand dem bayreuthischen Stadtrichteramt Münchberg zu. Das bayreuthische Kastenamt Stockenroth hatte die Dorf- und Gemeindeherrschaft sowie die Grundherrschaft über sämtliche Anwesen.
Von 1797 bis 1810 unterstand Kleinlosnitz dem Justiz- und Kammeramt Münchberg. Nachdem im Jahr 1810 das Königreich Bayern das Fürstentum Bayreuth käuflich erworben hatte, wurde der Ort bayerisch. Infolge des Ersten Gemeindeedikts wurde 1812 der Steuerdistrikt Kleinlosnitz gebildet. Zu diesem gehörten Dietelmühle, Erbsbühl, Großlosnitz, Lösten, Mechlenreuth, Mussen, Obere Eiben, Schnackenhof, Schweinsbach und Untere Eiben. Zugleich entstand die Ruralgemeinde Kleinlosnitz, die deckungsgleich mit dem Steuerdistrikt war. Sie war in Verwaltung und Gerichtsbarkeit dem Landgericht Münchberg zugeordnet und in der Finanzverwaltung dem Rentamt Münchberg (1919 in Finanzamt Münchberg umbenannt). 1837 kam es zur Bildung der Ruralgemeinde Mechlenreuth mit den Orten Dietelmühle, Mussen, Obere Eiben, Schweinsbach und Untere Eiben. Ab 1862 gehörte Kleinlosnitz zum Bezirksamt Münchberg (1939 in Landkreis Münchberg umbenannt). Die Gerichtsbarkeit blieb beim Landgericht Münchberg (1879 in Amtsgericht Münchberg umgewandelt). Die Gemeinde hatte 1964 eine Gebietsfläche von 7,630 km². Im Zuge der Gebietsreform in Bayern wurde die Gemeinde Kleinlosnitz am 1. Juli 1972 nach Zell im Fichtelgebirge eingemeindet und kam zugleich zum Landkreis Hof.

### Baudenkmäler
- Haus Nr. 1: Mühle[12]
- Haus Nr. 5: Oberer Hof[12]
- Haus Nr. 6: Unterer Hof[12]

ehemalige Baudenkmäler
- Haus Nr. 3: Ehemaliger Wohnstallbau mit strohgedecktem Satteldach, wohl 18. Jahrhundert, Giebel verschalt. Stallteil zweigeschossig erneuert. Der zugehörige Stadel ebenfalls mit Strohdach.[13]
- Haus Nr. 7: Zugehöriger Kleinstadel mit Frackdach, Einfahrt am Sturz bezeichnet „ANNO 1733 HH“, Strohdeckung.[13]

### Einwohnerentwicklung
Gemeinde Kleinlosnitz
| Jahr      | 1812  | 1840   | 1852   | 1855   | 1861   | 1867   | 1871   | 1875   | 1880   | 1885   | 1890   | 1895   | 1900   | 1905   | 1910   | 1919   | 1925   | 1933   | 1939   | 1946   | 1950   | 1952   | 1961  | 1970   |
| Einwohner | 594   | 403    | 452    | 445    | 463    | 450    | 428    | 419    | 410    | 392    | 359    | 341    | 325    | 308    | 281    | 284    | 282    | 286    | 261    | 376    | 356    | 348    | 311   | 281    |
| Häuser    | 102   |        |        |        |        |        | 63     |        |        | 62     | 61     |        | 62     |        |        |        | 58     |        |        |        | 57     |        | 62    |        |
| Quelle    | [ 8 ] | [ 15 ] | [ 15 ] | [ 15 ] | [ 16 ] | [ 17 ] | [ 18 ] | [ 19 ] | [ 20 ] | [ 21 ] | [ 22 ] | [ 15 ] | [ 23 ] | [ 15 ] | [ 24 ] | [ 15 ] | [ 25 ] | [ 15 ] | [ 15 ] | [ 15 ] | [ 26 ] | [ 15 ] | [ 9 ] | [ 27 ] |

Ort Kleinlosnitz
| Jahr      | 001800 | 001812 | 001819 | 001861 | 001871 | 001885 | 001900 | 001925 | 001950 | 001961 | 001970 | 001987 | 002005 | 002010 | 002015 |
| Einwohner | 47     | 40     | 42     | 50     | 43     | 41     | 44     | 36     | 44     | 29     | 26     | 31     | 24     | 27     | 22     |
| Häuser    | 7      | 7      |        |        |        | 7      | 7      | 7      | 7      | 7      |        | 7      |        |        |        |
| Quelle    | [ 28 ] | [ 8 ]  | [ 29 ] | [ 16 ] | [ 18 ] | [ 21 ] | [ 23 ] | [ 25 ] | [ 26 ] | [ 9 ]  | [ 27 ] | [ 30 ] | [ 1 ]  | [ 1 ]  | [ 1 ]  |

## Religion
Kleinlosnitz ist bis heute nach St. Gallus (Zell im Fichtelgebirge) gepfarrt und seit der Reformation evangelisch-lutherisch geprägt.

## Oberfränkisches Bauernhofmuseum
Kleinlosnitz ist Sitz des Oberfränkischen Bauernhofmuseums Kleinlosnitz.

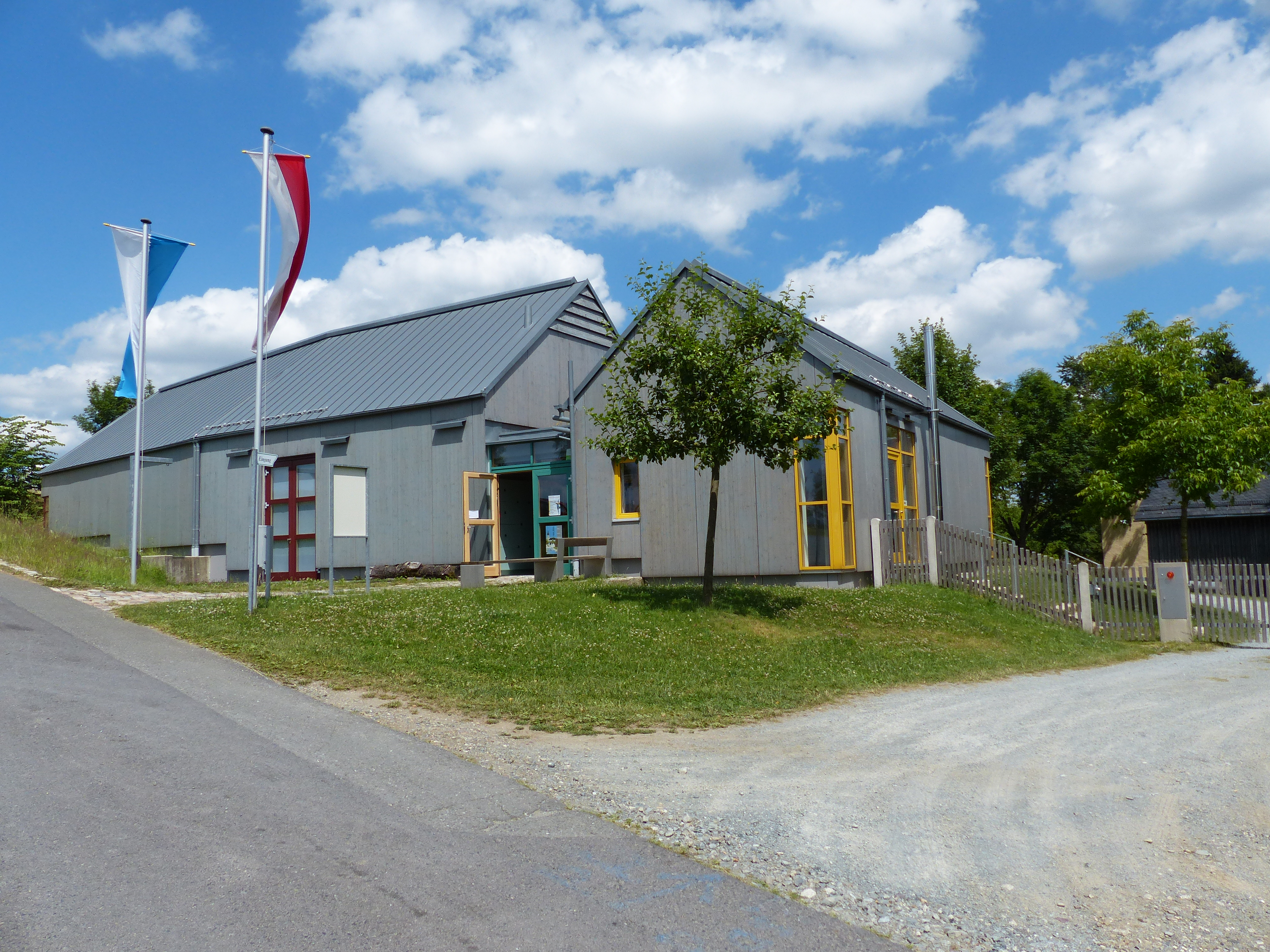
Eingangsbereich des Bauernhofmuseums
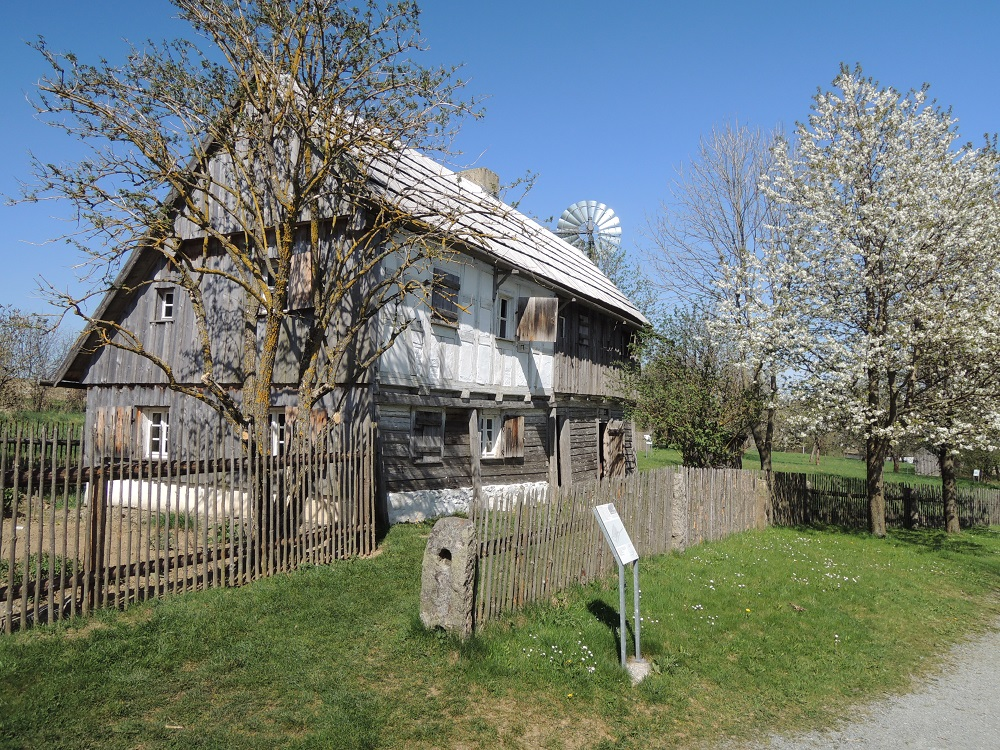
Handwerkerhaus und historisches Windrad
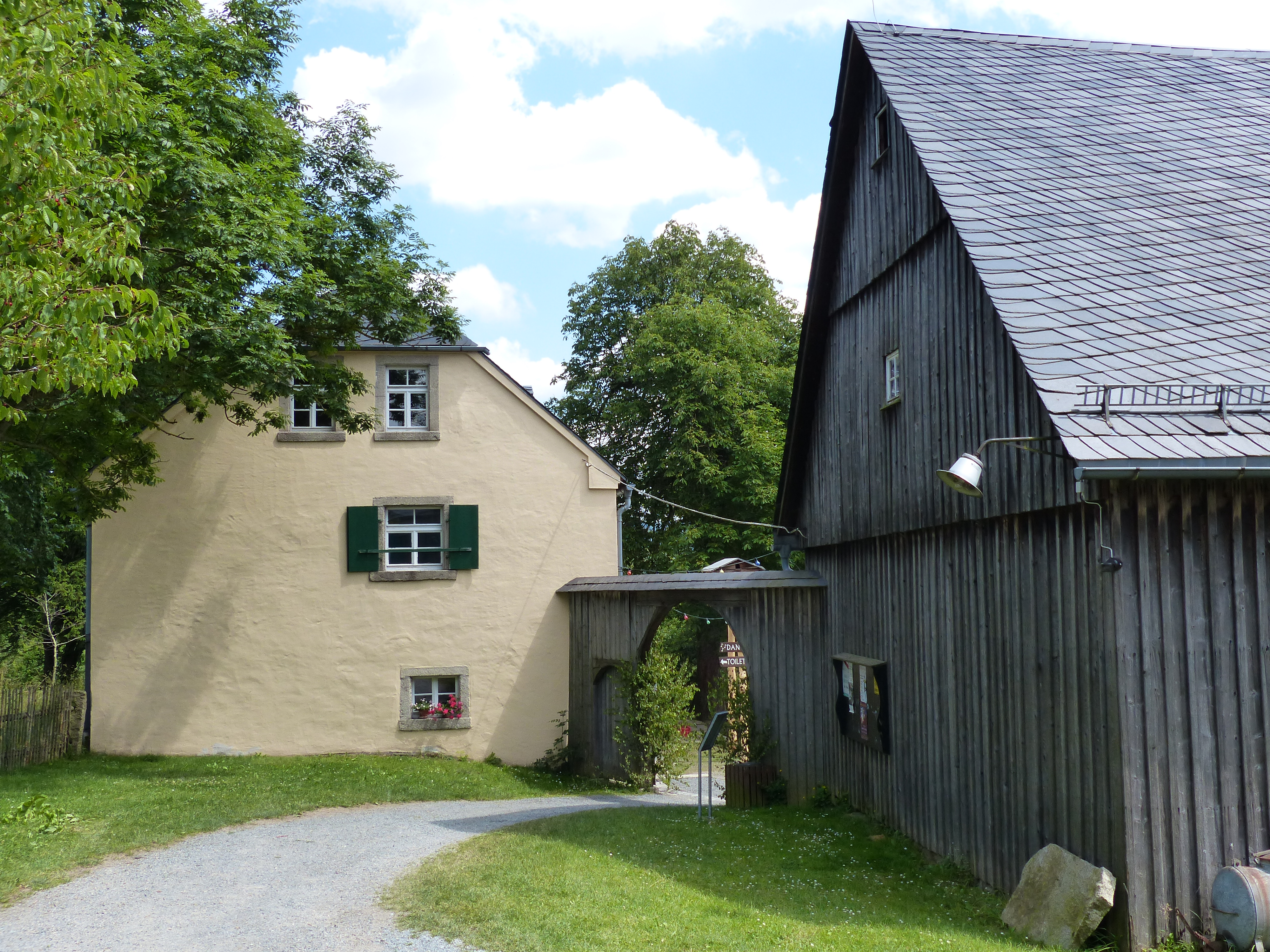
Bauernhaus mit Nebengebäude
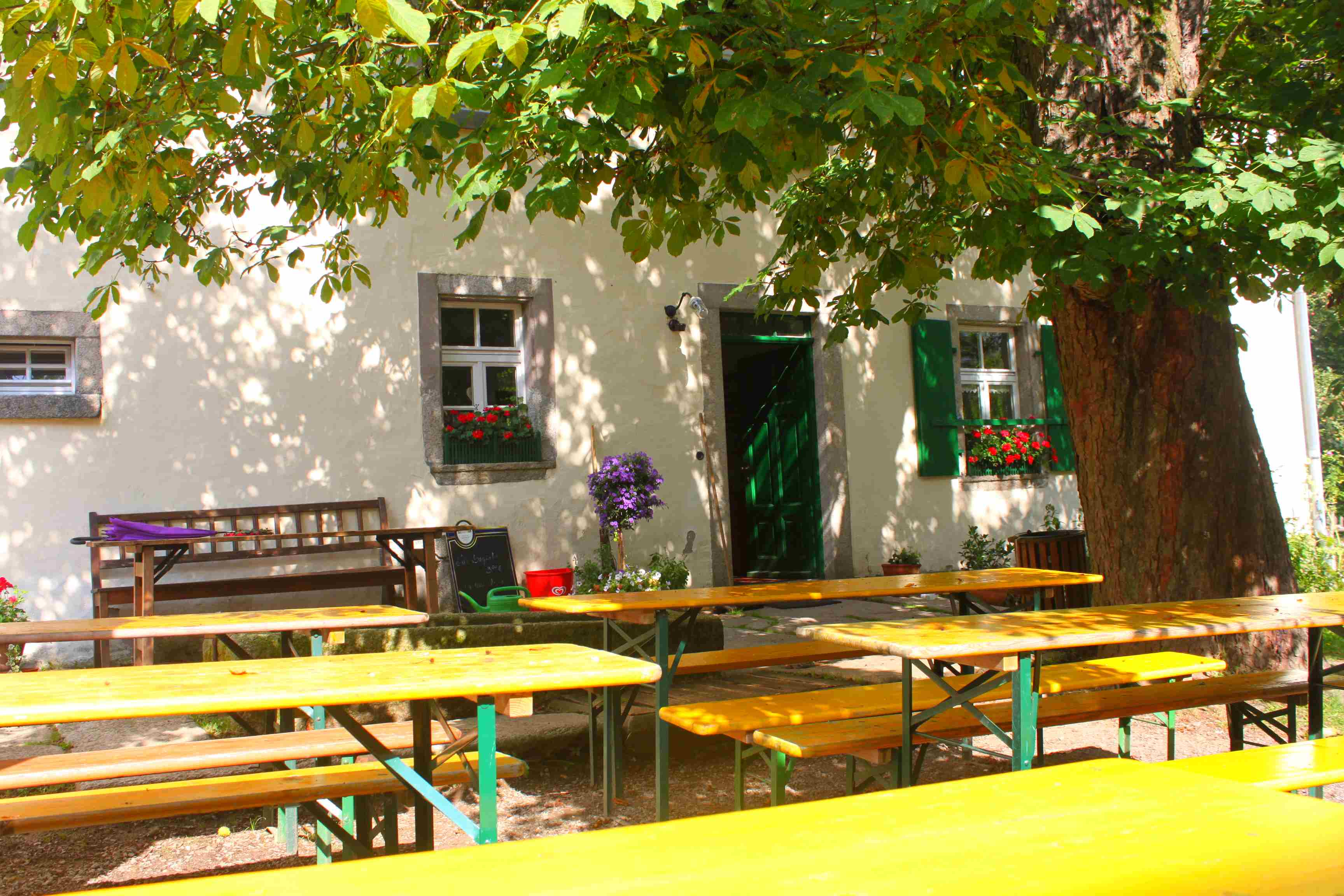
Vierseithof mit einem Landwirtschaftsmuseum

## Trivia
Die Verleihung des Frankenwürfels fand 1985 in Kleinlosnitz statt.